# Розподільча логістика
Розподільча логістика — це управління транспортуванням, складуванням та іншими матеріальними і нематеріальними операціями, які здійснюються в процесі доведення готової продукції до споживача згідно з інтересами і вимогами останнього, а також передачі, зберігання й обробки відповідної інформації.

## Історія
Творцем перших наукових праць з логістики прийнято вважати французького військового фахівця А. Джоміні (1779—1869 рр.), який визначив логістику як «практичне керівництво пересування військами», і вперше в 1812 р. застосував цю науку на практиці при плануванні боєприпасів, продуктів харчування, квартирного забезпечення армії Наполеона. Він стверджував, що логістика включає не тільки перевезення, але і ширше коло питань: планування, управління і постачання, визначення місця дислокації військ, а також будівництва мостів, доріг і т. д.
В країнах з розвинутою ринковою економікою до початку 50—60-х рр. системи розподілу розвивалися в значній мірі стихійно. Питання вибору каналів розподілу, питання упакування товарів, підготовки їх до транспортування та доставки отримувачу, питання виробництва та питання закупівель матеріалів розв'язувались в слабкому взаємозв'язку один з іншим. Окремі підфункції, що в сукупності утворюють функцію розподілу, трактувалися як самостійні функції управління. Інтегрований погляд на функцію розподілу отримав розвиток у 60-х — початку 70-х рр. У цей період прийшло розуміння того, що об'єднання різних функцій, що стосується розподілу виробленого продукту в єдину функцію управління, несе в собі великий резерв підвищення ефективності.

## Етимологія
Етимологія поняття «логістика» викликає істотні суперечності. Найбільш розповсюдженими є дві точки зору. За однією із них термін «логістика» походить від грец. logistikos — обчислювати, міркувати, за другою — від фр. loger — постачати. Логістика — наука про планування, організацію, управління, контроль і регулювання переміщення матеріальних та інформаційних потоків у просторі і в часі від їхнього первинного джерела до кінцевого споживача. Термін «розподіл» означає поділ чогось між будь-ким, при якому кожен отримує якусь частину. В економіці даний термін означає фазу господарської діяльності, в процесі якої здійснюють передачі права власності на різні результати праці. В логістиці «розподіл» ототожнюється з фізичним переміщенням товарів від виробника до кінцевого споживача з допомогою різних операцій та дій. Розподільча логістика — це комплекс взаємопов'язаних функцій, що реалізуються в процесі розподілу потоку споживчої цінності (матеріального та нематеріального) на шляху від його виробника до кінцевого споживача.

## Автори
Розмежування закупівельної та розподільчої логістики вперше було зроблено у 1992 р. М. Є. Залманової: «Розподільна логістика — це сфера діяльності постачальника, а закупівельна логістика — сфера діяльності споживача»
Д. Д. Костоглодов і Л. М. Харісова розглядають розподільну логістику як «процес управління комерційним, канальним та фізичним розподілом готової продукції та послуг з метою задоволення попиту споживачів та отримання прибутку»
На думку А. М. Гаджинського: «розподільна логістика — це комплекс взаємопов'язаних функцій, що реалізуються в процесі розподілу матеріального потоку між різними гуртовими покупцями, тобто в процесі гуртового продажу товарів». Він наголошує, що процес роздрібного продажу товарів у логістиці не розглядається.
Слід зазначити зміни у поглядах вчених на утримання розподільчої логістики. Так, С. А Уваров у роботі 1996 р. ототожнює розподільну логістику зі збутом. У пізнішій роботі колектив авторів з його участю підходить до розподілу як до функції збутової діяльності виробничого підприємства, яка полягає у здійсненні адресного руху товару та доставки товару (цінності) конкретним покупцям.

## Сутність
Розподільча логістика — це логістика розподілу продукції за споживачами.
Принципова відмінність розподільчої логістики від традиційних збуту та продажу полягає в наступному:
- підпорядкування процесу управління матеріальними та інформаційними потоками цілям і завданням маркетингу;
- системна взаємозв'язок процесу розподілу з процесами виробництва і закупівель (в плані управління матеріальними потоками) власного підприємства та підприємств — одержувачів продукції;
- системна взаємозв'язок всіх функцій всередині самого розподілу.

Серед найважливіших функцій розподільчої логістики виділяються наступні:
- визначення попиту споживачів і його задоволення;
- накопичення, сортування і розміщення запасів готової продукції;
- формування господарських зв'язків по поставці товарів і наданні послуг;
- вибір раціональних форм товароруху і організація торгівлі.

Склад завдань розподільчої логістики на мікро- та на макрорівні різний. На рівні підприємства (мікрорівні) це:
- оптимізація формування портфеля замовлень;
- укладання договорів із замовниками на постачання продукції;
- забезпечення ритмічності та дотримання планомірності реалізації продукції;
- вивчення і задоволення потреб у логістичному сервісі;
- раціоналізація параметрів, структури і просування динамічних матеріальних потоків;
- оптимізація параметрів і умов зберігання запасів товарного характеру;
- формування і вдосконалення системи інформаційного забезпечення.

На макрорівні до завдань розподільчої логістики належать:
- вибір схеми розподілу матеріального потоку;
- визначення оптимальної кількості розподільчих центрів (складів) на території, яка обслуговується
- визначення оптимального місця розташування розподільчого центру (складу) на території, яка обслуговується, та ін.

Розподільчий центр — це складський комплекс, який отримує товари від підприємств-виробників або від підприємств гуртової торгівлі (наприклад, які знаходяться в інших регіонах країни або за кордоном) і розподіляє їх більш дрібними партіями замовникам (підприємствам дрібногуртової та роздрібної торгівель) через свою або їх товаропровідну мережу
Канал розподілу — це сукупність підприємств і організацій, через які проходить продукція від місця її виготовлення до місця споживання. Іншими словами канал розподілу — це шлях, яким товари переміщуються від виробника до споживача.
Для того щоб окреслити границі розподільчої логістики, слід розглянути наступну таблицю
| Розподільча логістика                      | Розподільча логістика |
| ------------------------------------------ | --- |
| основна мета                               | забезпечення доставки потрібних товарів в потрібне місце, в потрібний час і з мінімальними витратами |
| об'єкт розподільчої логістики              | є матеріальний потік на стадії його руху від виробника до кінцевого споживача |
| Принципи виникнення розподільчої логістики | - координація всіх процесів товароруху - адаптація комерційного, канального і фізичного розподілу до постійно змінюваних вимог ринку і, в першу чергу, до запитів покупців - інтеграція всіх функцій управління процесами розподілу готової продукції та послуг - оптимальність як по відношенню до частин системи, так і в режимі її функціонування - раціональність як в організаційній структурі, так і в організації управління |

## Сучасне використання / розуміння
Сфера діяльності розподільчої логістики поширюється на організацію та управління економічними потоками в сфері товарного обігу, тобто моделювання логістичних систем для максимального скорочення логістичних витрат, в тому числі закупівлю матеріальних ресурсів, збут готової продукції, формування транспортних потоків і т. д. Розподільча логістика необхідна підприємствам, адже підприємство  представляє собою складну систему, пов'язану із зовнішнім середовищем через вхідні і вихідні потоки матеріалів та інформації.
В наш час спостерігається розвиток розподільчих центрів, тобто організацій, що купують товари прямо в постачальників і виробників і згодом продають і доставляють ці ж товари в мережу магазинів, що обслуговуються. Ефективність розподільчих центрів досягається за рахунок знижок у зв'язку з придбанням великих партій товарів, за рахунок ефективності доставки, а також у зв'язку з концентрацією в одному розподільчому центрі запасів магазинів, що обслуговуються.

## Див.також
- Логістика
- Логістичний сервіс